# 金国香 (举重运动员)
金国香（朝鲜语： Gim Gukhyang，1993年4月20日—），朝鲜女子举重运动员，2015年世界举重锦标赛女子75公斤以上级铜牌得主、2016年夏季奥运会女子75公斤以上级银牌得主、2018年世界举重锦标赛女子87公斤以上级铜牌得主。